# This Ain’t Ghostbusters XXX
This Ain’t Ghostbusters XXX ist ein Pornofilm von Hustler und Teil der Reihe This Ain’t …. Bei dem Film handelt es sich um eine Parodie auf den Hollywoodfilm Ghostbusters – Die Geisterjäger. Er wurde mit 3D-Effekten gedreht. Der Regisseur des Films ist Axel Braun.
Der Film wurde 2012 bei den AVN Awards als „Best 3D Release“ und für „Best Packaging“ ausgezeichnet.

## Handlung
Der Film richtet seine komplette Handlung nach dem Originalfilm aus. Wie bei den Pornoparodien üblich sind einzelne Handlungssegmente quasi eine 1:1-Umsetzung der filmischen Vorlage, wobei jedoch bestimmte Elemente in einen sexuellen Kontext gesetzt werden. Die Handlung wird anschließend durch Sexszenen unterbrochen, die wiederum einen großen Teil des Films ausmachen. Als besonderes Bonbon ist Ron Jeremy, der im Ghostbusters-Film eine Statistenrolle bekleidete, auch in diesem Film in einem Cameo zu sehen.
Der Film beginnt damit, dass Peter Venkman ein eher unethisches Experiment mit diversen Collegestudentinnen durchführt und anschließend Sex mit einem der Studentinnen hat. Anschließend treffen die Ghostbusters in einer Bibliothek ein, wo sie auf einen Geist treffen. Anschließend haben sie Sex mit dem weiblichen Geist. Anschließend jagen sie Slimer, der in einem Ballsaal hemmungslos onaniert.
In der nächsten Szene haben die besessene Dana und Peter Sex in dessen Apartment. Danach treffen sich die Ghostbusters in ihrem Hauptquartier, wo Louis Tully (der „Schlüsselmeister“) Sex mit Egon und Janine hat.
Wie im Original trifft anschließend Zuul auf die vier Ghostbuster. Allerdings denkt Ray beim Finale nicht an den Marshmallow-Mann, sondern an seine sexy Mom, mit der Winston anschließend Sex hat. Am Ende bezwingen die Ghostbusters Zuul.
Sexszenen:
1. Lily Labeau und Evan Stone
2. Alexis Texas und Alec Knight
3. Raven Alexis und Evan Stone
4. Sarah Shevon, James Deen und Jeremy Conway
5. Joslyn James und Tee Reel

## Auszeichnungen
Der Film war bei den AVN Awards 2012 in insgesamt acht Kategorien nominiert und gewann zwei Preise. Außerdem war er bei den XRCO-Awards nominiert und gewann den Preis für den besten 3D-Film.
- 2012: AVN Award – Best 3D Release
- 2012: AVN Award – Best Packaging
- 2012: XRCO Award – Best 3D Release